# Stammberg (Naturschutzgebiet)
Der Stammberg ist ein Naturschutzgebiet mit einem Bannwaldgebiet auf dem Stammberg bei Tauberbischofsheim im Main-Tauber-Kreis in Baden-Württemberg.

## Geographie
Das Naturschutzgebiet liegt auf Gemarkungen der Stadt Tauberbischofsheim und ihrem Stadtteil Dienstadt. Der Stammberg als Trockenhang und Bannwald grenzt an das windungsreiche Tal des Brehmbachs zwischen Königheim und Tauberbischofsheim. Dieses naturräumliche Königheimer Tal liegt etwa zwei Kilometer südwestlich von Tauberbischofsheim. Im Westen wird der Stammberg durch das Rinderbachtal begrenzt, ein Nebental des Brehmbachtals. Das Naturschutzgebiet reicht von 200 m ü. NN am Hangfuß bis auf 330 m ü. NN auf der Hochfläche des Stammbergs.

## Bannwald

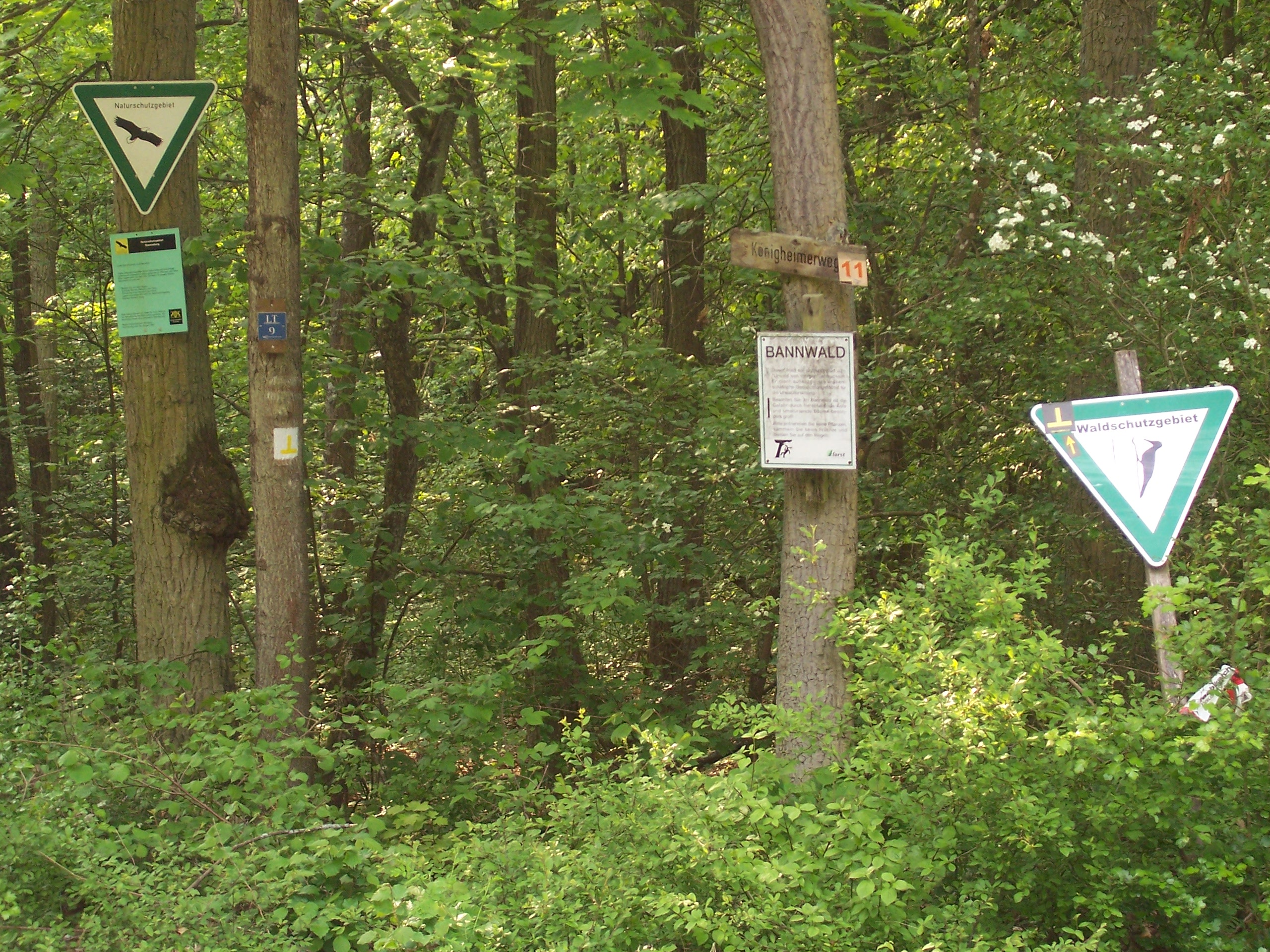
Bannwald im Naturschutzgebiet Stammberg (seit 1970)

Der Bannwald Stammberg ist deckungsgleich mit dem nordwestlichen Teil des Naturschutzgebiets Stammberg. Er entstand mit einer Größe von rund 21 Hektar durch Verordnung der Körperschaftsforstdirektion Tübingen vom 8. November 2004 und führt die Schutzgebietsnummer 100019.
Schutzzweck des Bannwalds ist, die unbeeinflusste Entwicklung der Waldökosysteme mit ihren Tier- und Pflanzenarten sowie Pilzen zu sichern, sowie die wissenschaftliche Beobachtung der Entwicklung zu gewährleisten. Dies beinhaltet den Schutz der Lebensräume und -gemeinschaften, die sich im Gebiet befinden, sich im Verlauf der eigendynamischen Entwicklung der Waldbestände innerhalb des Schutzgebiets ändern oder durch die eigendynamische Entwicklung entstehen.

## Geschichte
Der Stammberg ist eines der ältesten Naturschutzgebiete des Landes Baden-Württemberg. Durch Verordnung der höheren Naturschutzbehörde über das Naturschutzgebiet Stammberg vom 11. Mai 1942 wurde erstmals ein Schutzgebiet mit 31,1 Hektar ausgewiesen. Ursprünglich umfasste das Schutzgebiet nur die steile Blaugrashalde am Westhang und den angrenzenden Eichen-Hainbuchen-Wald. Bis 1920 wurde der Eichenwald auf dem Stammberg als Schälwald zur Gewinnung von Gerbrinde und als Mittelwald zur Brennholzentnahme bewirtschaftet. Bis zur Mitte des 20. Jahrhunderts wurde an den unteren und mittleren Hangbereichen Weinbau betrieben. 1970 wurden 23 Hektar des Stammbergs als Bannwald ausgewiesen. Durch eine Verordnung des Landratsamtes des Main-Tauber-Kreises über das Naturdenkmal Nr. 14/18 Trockenhang Hintere Brehmenleite vom 10. März 1992 wurde das Schutzgebiet ergänzt. Mit einer Verordnung des Regierungspräsidiums Stuttgart über das Naturschutzgebiet Stammberg vom 6. August 1997 kamen die Steilhänge der Bremenleite hinzu und vergrößerten das Gebiet auf 79,6 Hektar. Die vorhergehenden Verordnungen (von 1942 und 1992) traten durch die Verordnung von 1997 gleichzeitig außer Kraft. Gemeinsam bilden die ausgewiesenen Naturschutzflächen des Stammbergs heute einen der größten zusammenhängenden Trockenhänge in der Region Tauberfranken. Ende der 1990er Jahre wurden die Flächen weiträumig entbuscht.
Seit 2019 ist das Naturschutzgebiet ein Teil des größeren Natura-2000-Gebietes Nordwestliches Tauberland und Brehmbach (FFH-Gebiet 6423-341).

## Schutzzweck
„Schutzzweck ist:
- der Erhalt und die Förderung der großflächig zusammenhängenden, unbeschatteten Magerrasen mit ihren extremen klimatischen Bedingungen, verschiedener Sukzessionsstadien und der teilweise mit Obstbäumen bestandenen Salbei-Glatthafer-Wiesen,
- der Erhalt und die Wiederherstellung der wärmeliebenden Saumgesellschaften am Waldrand und der naturnahen, lichten Laubwälder,
- die Sicherung und Verbesserung der Lebensräume zahlreicher seltener, zum Teil gefährdeter und geschützter Pflanzen- und Tierarten der trockenwarmen Standorte, insbesondere der Wirbellosen-Fauna“ (LUBW 1997).[5]

## Beschreibung

### Flora
Im Unteren Hangbereich des Stammbergs steht durchweg Unterer Muschelkalk in einer Wellenkalk-Formation an. Schaumkalkbänke sind unübersehbar. Unterhalb breiten sich Steinschutthalden aus. Nur das robuste Blaugras kann hier gegen die anhaltende Überrieselung durch Gesteinsscherben bestehen. Die Blaugrashalde gehört unter anderem zur Kernfläche des alten Naturschutzgebiets. Die jährliche Niederschlagsmenge liegt durchschnittlich bei 650 Litern pro Quadratmeter. Über 50 Grad Bodentemperatur kann im Sommer an den steilen Südhängen des Stammbergs gemessen werden.
Die Blaugrashalde am Westhang des Stammbergs wird als einziger großflächiger, von Natur aus waldfreier Standort im Taubertal angesehen.

### Fauna
Als faunistischer Höhepunkt des Stammbergs gilt das Vorkommen beider in Baden-Württemberg lebender Schmetterlingshaft-Arten: Langfühleriger Schmetterlingshaft und Libellen-Schmetterlingshaft. Daneben konnten 25 Wärme liebende Ameisenarten festgestellt werden, von denen zwölf auf der Roten Liste gefährdeter Arten stehen. In unmittelbarer Nähe befindet sich östlich eine Graureiherkolonie.